# Antoine de Raspaud
Pour les articles homonymes, voir Raspaud.
Antoine de Raspaud appartient à la noblesse de Toulouse.

## Biographie
Il est né vers 1505, dans une famille dont la noblesse a été acquise un siècle plus tôt. En effet, ses aïeux à la 4e et la 5e génération avaient été capitouls de Toulouse et la règle voulait « qu'une famille bourgeoise devenait définitivement noble si le père et le fils avaient été capitouls ». Son petit-fils Jean-Gabriel de Raspaud est admis comme Chevalier de Malte. Un autre petit-fils, Pierre Raspaud (ou Pierre de Raspaud), seigneur de Montagut, épouse Jeanne d'Auriol qui lui donne quatre filles ; après le décès de son épouse il a également un fils, Jean, issu d'une relation avec une inconnue et sa descendance nombreuse subsiste encore au XXIe siècle.
Antoine de Raspaud habite le château familial, le château des Raspaud, situé au cœur de la cité de Colomiers, pratiquement détruit lors de la Guerre civile entre Armagnacs et Bourguignons et reconstruit par son père et ses oncles en 1530.   
Il est coseigneur de Colomiers, un titre partagé avec le roi de France. Il est aussi capitaine sergent major de Toulouse.
En 1574, alors qu’il est à la tête des troupes de Toulouse, il reprend la ville de Pamiers aux protestants. Après sa victoire, il est nommé viguier de Pamiers le 26 juin 1574. En 1575, il est capitoul de Toulouse.